# Nucula zophos
Nucula zophos är en musselart som beskrevs av A. H. Clark 1960. Nucula zophos ingår i släktet Nucula och familjen nötmusslor. Inga underarter finns listade i Catalogue of Life.